# Borna (książę chorwacki)

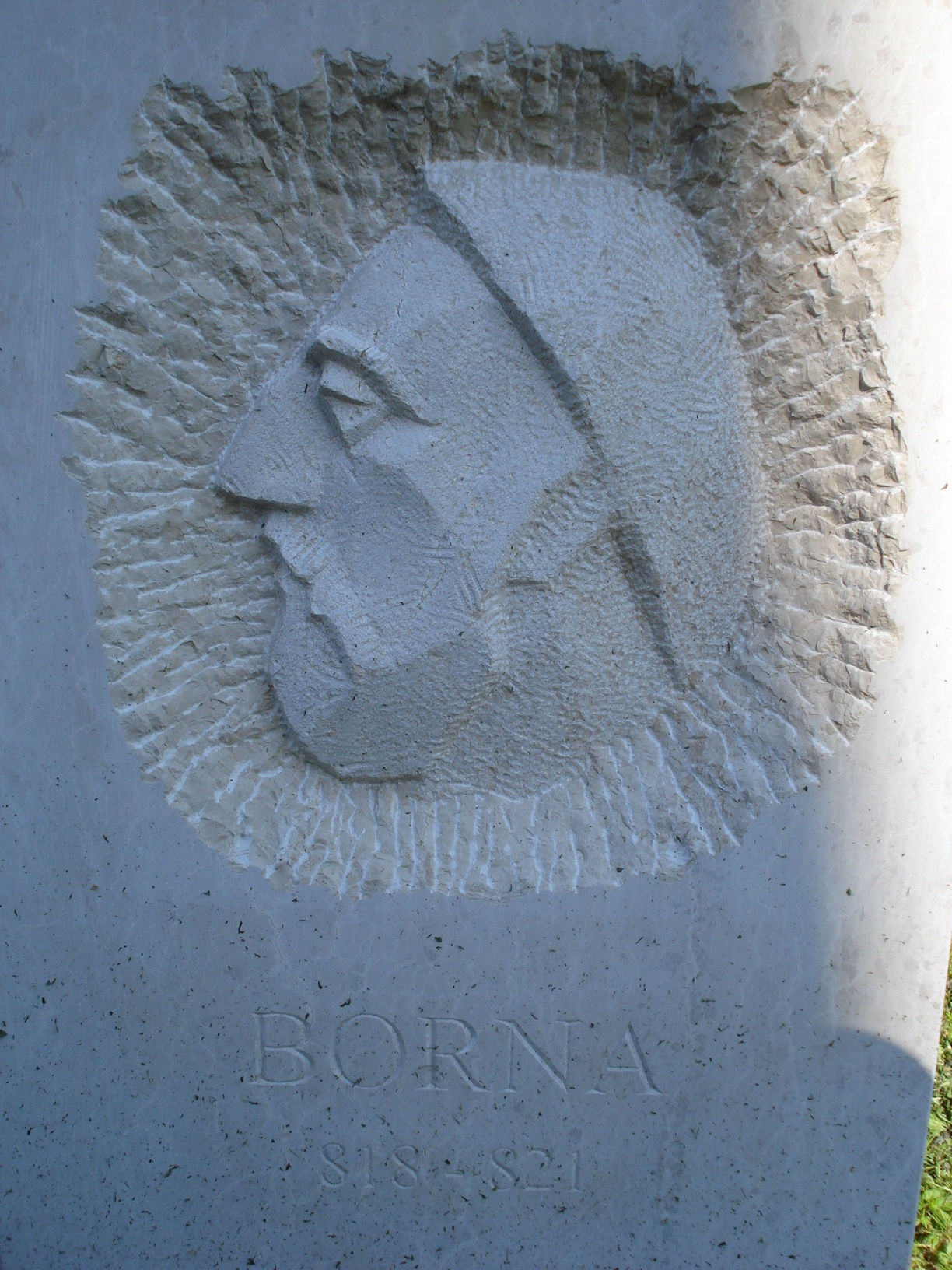
Rzeźba w chorwackim Otočacu przedstawiająca Borna

Borna (zm. 821) – książę chorwacki panujący w Chorwacji Dalmatyńskiej, w latach 810–821 walczył razem z Frankami przeciwko księciu Ljudewitowi.
Był następcą i prawdopodobnie synem Wyszesława.
Na początku IX wieku (ok. 805 roku) przyjął chrzest od podległego Frankom duchowieństwa. Przyczynił się do powstania pierwszego chorwackiego biskupstwa.
Na początku 820 roku brał udział w zjeździe w Akwizgranie, gdzie radził, jak można unieszkodliwić Ljudewita.